# Église Saint-Denis de Clichy-sous-Bois
Pour les articles homonymes, voir Église Saint-Denis.
L'église Saint-Denis située à Clichy-sous-Bois est une église de Seine-Saint-Denis affectée au culte catholique. 

## Historique

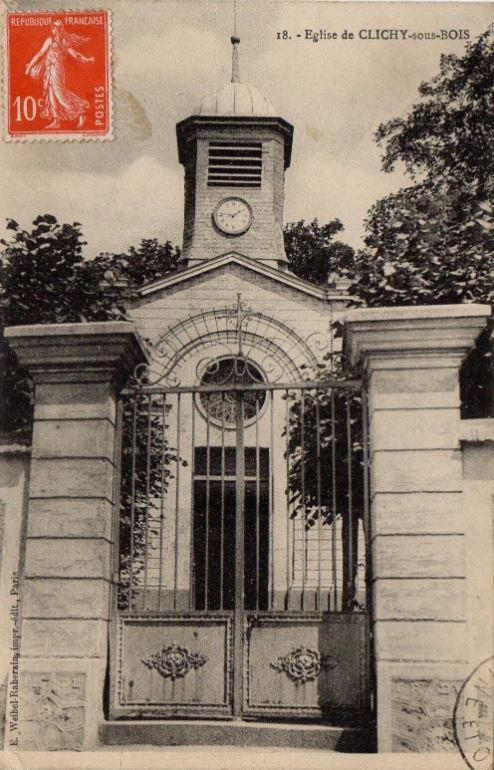
L'église vers 1900.

Elle fait suite à plusieurs églises : une église médiévale attestée en 1202, qui est offerte à l'Abbaye Notre-Dame de Livry. Elle est rebâtie en 1641, puis en 1759 par Clément Darce, trésorier de France en Bourgogne. Le bâtiment est encore remanié en 1811 et 1847, année durant laquelle le clocheton est ajouté. Elle a bénéficié d'une restauration en 2017.

## Description
Elle a un plan à nef unique et chevet plat. Elle abrite deux pierres tombales: celle de Jeanne de Saint-Laurent, décédée en 1333, et celle de Charles Bourgeot, décédé en 1701. Enfin, elle est ornée d'un vitrail du XVIIe siècle aux armes d'Amador de La Porte, grand prieur de France et oncle maternel de Richelieu.

## Paroisse
Elle est consacrée à saint Denis. Sa fête patronale est le 9 septembre.